# João de Freitas e Mendonça de Castelbranco
João de Freitas e Mendonça de Castelbranco CvNSC (Funchal - ?) foi um político português.

## Biografia
Filho de Maurício José de Castelbranco Manuel, Deputado às Cortes Gerais e Extraordinárias da Nação Portuguesa Constituintes de 1820, e de sua mulher e parente Maria Dionísia de Freitas e Mendonça / de Freitas de Abreu de Castelbranco.
Matriculou-se em 1835 em Filosofia e Matemática na Faculdade de Ciências da Universidade de Coimbra, bacharelando-se naquela última em 1841.
Deputado em 1865 pelo Círculo Eleitoral de Seia, de que prestou juramento a 26 de Janeiro de 1865, teve modesta intervenção parlamentar. Em meados de Março desse mesmo ano, apresentou um Requerimento, pedindo um aumento de ordenado para o porteiro do Observatório Astronómico da Universidade de Coimbra. Subscreveu, depois, uma interpelação ao Ministro das Obras Públicas, sobre a necessidade de acabar a construção da estrada que ligaria Coimbra a Celorico da Beira. Na sua preocupação pela melhoria das comunicaçõers nessa zona, enviou Requerimentos, pedindo cópias dos estudos sobre a estrada da Guarda à Covilhã, estudo levado a cabo em virtude das Representações dos povos dos concelhos da Covilhã e Fundão.
Foi Cavaleiro da Ordem de Nossa Senhora da Conceição de Vila Viçosa.